# H. W. Brands

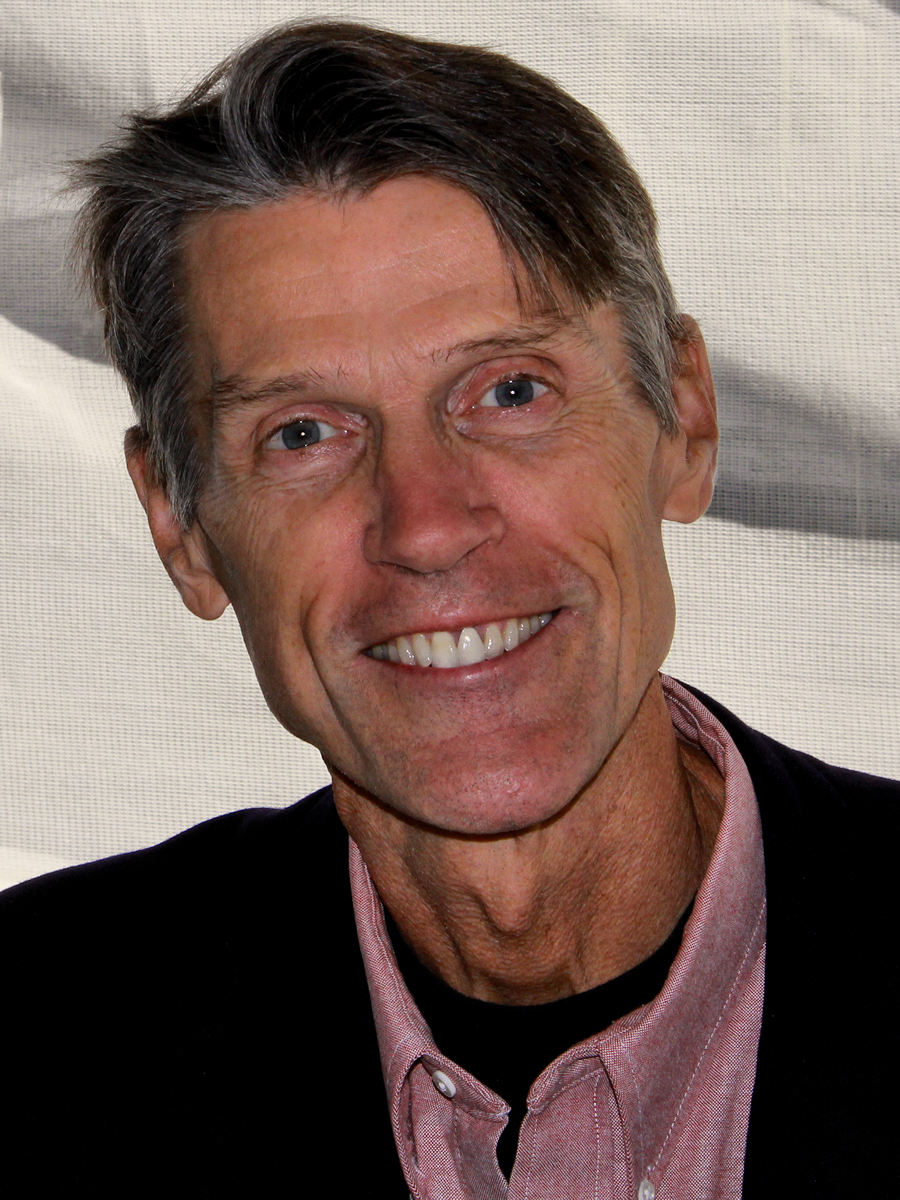
H. W. Brands (2012)

Henry William Brands (* 7. August 1953 in Portland, Oregon) ist ein US-amerikanischer Historiker, Hochschullehrer und  Autor.

## Leben
Brands wuchs in der Nähe von Portland in Oregon auf. Nach seinem Highschoolabschluss an einer Jesuitenschule studierte er die Fächer Mathematik und Geschichte an der Stanford University in Kalifornien. Das Fach Geschichte schloss er dort 1975 ab. Danach arbeitete er ein Jahr lang im Besteckwarenverkauf des Familienunternehmens, bevor er an seine Highschool als Mathematiklehrer ging und dort fünf Jahre lang unterrichtete. In dieser Zeit legte er 1978 das Examen als Master of Arts (M.A.) am Reed College in Portland ab, dem 1981 das Examen für den Master of Science (M. S.) im Fach Mathematik folgte.
Brands entschloss sich, nach seiner Lehrtätigkeit das Fach Geschichte zu studieren und ging deshalb an die University of Texas at Austin. Einer seiner Lehrer dort war der Historiker Robert A. Divine. Er promovierte 1985 mit einer Arbeit über die Außenpolitik der Eisenhower-Administration während des Kalten Krieges.
In der Juristischen Fakultät der University of Texas war Brands ein Jahr lang als Historiker tätig und nahm danach für ein weiteres Jahr eine Lehrtätigkeit an der Vanderbilt University in Nashville, Tennessee auf. In den Jahren von 1987 bis 2005 arbeitete er an der Texas A&M University in College Station. Seit 1985 ist er Professor für Geschichte an der University of Texas.
Seit dem Ende der 1980er Jahre hat Brands mehr als zwei Dutzend Bücher über die US-amerikanische Geschichte, die Präsidenten des Landes und die internationalen Beziehungen der USA geschrieben. Von 2015 bis 2016 war er ein Fellow for International Affairs am privaten Council on Foreign Relations und arbeitete für das US-amerikanische Verteidigungsministerium.
Der Politikwissenschaftler Hal Brands ist sein Sohn.

## Veröffentlichungen
- Cold Warriors: Eisenhower’s Generation and American Foreign Policy. 1988, ISBN 0-231-06526-4.
- The Specter of Neutralism: The United States and the Emergence of the Third World, 1947–1960. 1989, ISBN 0-231-07168-X.
- Inside the Cold War: Loy Henderson and the Rise of the American Empire, 1918–1961. Oxford University Press, New York / London 1991, ISBN 0-19-506707-X.
- The Reckless Decade: America in the 1890s. St. Martin’s Press, New York 1995, ISBN 0-312-13594-7.
- The Wages of Globalism: Lyndon Johnson and the Limits of American Power. Oxford University Press, New York / London 1997, ISBN 0-19-507888-8.
- The First American: The Life and Times of Benjamin Franklin. Doubleday, New York 2000, ISBN 0-385-49328-2.
- als Herausgeber: The Use of Force after the Cold War. Texas A&M University Press, College Station 2003, ISBN 978-1-58544-303-1.
- Lone Star Nation: The Epic Story of the Battle for Texas Independence. Doubleday, New York 2006, ISBN 0-385-50737-2.
- American Colossus: The Triumph of Capitalism, 1865–1900. Doubleday, New York 2010, ISBN 978-0-385-53358-4.
- American Dreams: The United States Since 1945. Penguin Books, New York u. a. 2011, ISBN 978-0-14-311955-5.
- Reagan. The Life. Doubleday, New York 2015, ISBN 978-0-385-53639-4.
- The General vs. the President: MacArthur and Truman at the Brink of Nuclear War. Alfred A. Knopf, New York 2017, ISBN 978-1-101-91217-1.
- Heirs of the Founders. Henry Clay, John Calhoun and Daniel Webster, the Second Generation of American Giants. Doubleday, New York 2019, ISBN 978-0-525-43390-3.
- Dreams of El Dorado. A History of the American West. Basic Books, New York 2019, ISBN 978-1-5416-7253-6.
- The Zealot and the Emancipator. John Brown, Abraham Lincoln and the Struggle for American Freedom. Doubleday, New York 2020, ISBN 978-0-385-54400-9.
- Our First Civil War. Patriots and Loyalists in the American Revolution. Doubleday, New York 2021, ISBN 978-0-385-54651-5.